# Akustikrausch
Akustikrausch ist der Künstlername von Andreas Wendorf (* 24. März 1980 in Potsdam), der als deutscher Musikproduzent im Bereich der elektronischen Musik tätig ist und als solcher auch im Rahmen von Liveacts auftritt.

## Karriere
Anfang der 1990er Jahre unternahm er seine ersten musikalischen Gehversuche mit dem Commodore Amiga und programmierte als Teenager im Auftrag einer skandinavischen Firma Soundtracks für Computerspiele, bevor er schließlich im Jahr 2001 zusammen mit seinem damaligen Produktions-Partner die Formation Abteilung Ton gründete, die u. a. beim Münchner Dance-Label Kosmo Music die Stücke Wir tanzen! (2003) und Nachtgeschichte (2004) veröffentlichte. Nach vier Jahren trennten sich die beiden – Wendorf produzierte und veröffentlichte fortan solo unter dem Namen Akustikrausch.
Zusammen mit Sebastian Nußbaum schrieb Andreas Wendorf den Text zu dem über 300.000 Mal verkauften Tonträger Kuschel Song von Schnuffel und erreichte damit 2008 eine Gold- und Platin-Auszeichnung. Das im selben Jahr veröffentlichte Album Schnuffel – Ich hab Dich lieb erreichte mit mehr als 150.000 verkauften Tonträgern ebenfalls Gold-Status.
Im Jahr 2008 veröffentlichte er als Akustikrausch die Single Diskoschlampe, die in die deutschen Dance-Charts und Trend-Charts aufstieg. Angesichts dieser Erfolge nahm das Sony-Music-Label Columbia Records Deutschland Akustikrausch unter Vertrag und veröffentlichte den Titel 2009. In den folgenden Jahren kamen weitere Dance-Charts-Erfolge hinzu, wie Ohrbassmus, die VW-GTI-Hymne Benzin im Blut sowie Housefrau.

## Diskografie

### Singles
- 2003: Abteilung Ton – Wir tanzen! (Kosmo Music)
- 2003: Abteilung Ton – Wir tanzen! / I bass U (milaro rec.)
- 2004: Abteilung Ton – Nachtgeschichte (Kosmo Music)
- 2005: Akustikrausch – Ca plane pour moi
- 2006: Akustikrausch – Aufbruch (milaro rec.)
- 2007: Akustikrausch – Do you want me? (milaro rec.)
- 2007: Akustikrausch – Kompensation (Uran97)
- 2007: Akustikrausch – MountmeRushmore (WCM/Los Angeles)
- 2007: Akustikrausch – Underwater Love (milaro rec.)
- 2008: Jan Driver & Akustikrausch – Tumble (Stylerockets)
- 2008: Akustikrausch – Diskoschlampe (Global Airbeatz)
- 2008: Akustikrausch – ferrit EP (Styledriver)
- 2009: Akustikrausch – Diskoschlampe (SonyBMG)
- 2010: Akustikrausch – Ohrbassmus (Sony Music)
- 2011: DJ Gollum feat. Akustikrausch – Benzin im Blut (Global Airbeatz)
- 2012: Akustikrausch – Housefrau (Global Airbeatz)
- 2016: Zooba Rooba – Come On Let's Work
- 2017: Alysius – Make Me Wild[8]
- 2017: Zooba Rooba – We're Back![9]
- 2018: Alysius – Ashamed
- 2018: Alysius – It´s You[10]
- 2018: Alysius – Main Quest
- 2018: Alysius – Where Could You Be
- 2018: Mia Amare – Found You
- 2018: Zooba Rooba – Bounce
- 2018: Zooba Rooba – Encore
- 2021: Akustikrausch – Kindergeburtstag
- 2021: This Ocean can´t be taimed
- 2022: Akustikrausch x Chaarlz – Spritztour
- 2023: DJ Gollum x Akustikrausch – Back in Time

### Remixe
- PeterLicht – Antilopen (Abteilung Ton Remix)
- Joe & Jessey (Abteilung Ton Remix)
- Niteriderz – Wonderful Night (Akustikrausch Remix)
- Electrixx – Camshot (Akustikrausch Remix)
- Electrixx – Funky Monkey (Akustikrausch Remix)
- Kid Atari – Galaxy (Akustikrausch Remix)
- Andrew Spencer & DJ Gollum – In the Shadows (Akustikrausch Remix)
- Mangaja – Shattered Dreams (Akustikrausch Remix)
- Jan van Bass-10 – Behind Blue Eyes (Akustikrausch Remix)
- Sunset Project – The Summer (Akustikrausch Remix)
- DJ Gollum & Andrew Spencer – T.N.T. (Akustikrausch vs. Autoslide Remix)
- The Crazy Frogs – The Ding Dong Song (Akustikrausch vs. Superstrobe Remix)